# Cherbel Khouchaba
Cherbel Khouchaba (20 settembre 1997) è un calciatore neozelandese, centrocampista svincolato.

## Carriera

### Club
Dal 2014 al 2016 ha giocato 18 partite nel campionato neozelandese con il Wellington Phoenix Res. Nel 2017 si trasferisce alla squadra samoana del Lupe ole Soaga, con cui disputa 3 partite nella fase a gironi della OFC Champions League.